# Pátračka Gilda
Pátračka Gilda je knižní série americké spisovatelky Jennifer Allisonové. Zatím spisovatelka napsala a vydala pět úspěšných dílů o dívce Gildě a záhadách, které vyřešila: Pátračka Gilda - Detektivní příběh, Pátračka Gilda a Jezerní panny, Pátračka Gilda a duchova sonáta, Pátračka Gilda a mrtvá schránka a zatím poslední díl Pátračka Gilda a posvátné kosti. Knihy se za již za první rok od jejich vydání staly jedny z nejpopulárnějších detektivních příběhů pro děti a teenagery.

## Pátračka Gilda - Detektivní příběh
Gilda je mladá dívka, která je úplně jiná než si ostatní myslí. Pod maskou normálního dospívajícího teenagera se skrývá dívka mnoha talentů. Aniž by dopsala jediný román, Gilda se chce být (a je) nadějnou spisovatelkou a parapsychologickou pátračkou. Avšak pravdou je, že ještě nikdy ducha neviděla a žádnou paranormální záhadu nevyřešila. Tento rok Gilda doufá, že její kariéra odstartuje a má pravdu, protože na tohle léto jen tak nezapomene.
Ve škole, při hodině angličtiny, všechny holky říkají kam pojedou o prázdninách. Gildu moc tyhle věci nezajímají, a proto si potají čte vysokou školu parapsychologie. Své schopnosti objevila před dvěma roky, po náhlé smrti jejího otce. Od té doby pracuje na své parapsychologické mysli a také na svých knihách, které píše na tátově starém psacím stroji. Při čtení knihy je vyrušena učitelkou, která se jí ptá kam pojede ona. Gilda v náhlém zmatku vyhrkne, že pojede do San Francisca. Po hodině se jí ptá Wendy Choyová, jej nejlepší kamarádka, jestli to co řekla je pravda. Gilda se tedy přizná, ale udělá prý cokoliv, aby neporušila své předsevzetí nelhat.
Gilda si doma vzpomene, že její mamka má v San Franciscu bratrance, Lestera Splintera, docela bohatého muže, který bydlí v jednom z těch gotických, velice starých a krásných domech. Když se Gildě nepodaří uprosit mamku rozhodne se, že napíše dopis, který potom odešle svému strýci a doufá, že bude moct přijet. Později dostane odpověď, díky které do San Francisca ... pojede! Jenže mamka na její plán přijde a zavolá Lesterovi. Prokáže se, že ten dopis ani nečetl, že jeho sekretářka Jarinka odepsala sama, ale přece jen nechce Gildě zkazit prázdniny, a tudíž jí dovolí přijet.
V San Franciscu je v první den Gildiných prázdnin docela zima, a proto je ráda, když vstoupí do strýcova domu. Dům je jiný než si ho představovala. Sice je starožitně vybavený, ale zapáchá příšerně a tapety nebo malby nejsou to co bývaly. Tenhle dům by potřeboval pořádně uklidit a předělat. Později se Gilda seznamuje se strýcovou jedinou dcerou Julii, která se jí nezdá ve své kůži. Dívenka je na svůj věk (13 let) docela drobná, v podstatě kost a kůže a bledá jako sama smrt. Sestřenice si v první chvíli příliš nesednou, ale později se začnou lépe poznávat a Gilda slíbí, že Julii pomůže vyřešit záhadu týkající se její tety, Melánie. Příběh jej smrti je vskutku dost strašidelný a tajemný. Před 10 lety Melánii nějak přeskočilo v hlavě a rozhodla se svůj život ukončit. Gotická věž, tyčící se nad rodinným panstvím byla tou pravou budovou, kde by ukončila mladá žena svůj život. V sousedství byla oslava a všichni viděli jak Melánie šplhá na střechu věže a skáče dolů, vstříc své dlouho očekávané smrti.
Julie se své tetičce neskutečně podobá, má stejné blond vlasy, stejné šedivé oči, stejnou pleť bílou jako mléko a dokonce i stejnou postavu, výšku, prostě Julie je jako Melániina kopie. V kanceláři pana Splintera najdou dopis, který dostala Juliina rodina asi den před tím než ubohá Melánie svůj život ukončila. Bylo zde napsaná, že ji přijímají do ústavu neboli psychiatrické léčebny. Melánie nejspíš dopis našla a přečetla ho a než aby byla někde v ústavu radši den před odjezdem skočila z té věže, kam mají děvčata přístup zakázaný. Gilda a Julie jsou si podobně - obě jsou nadmíru zvědavé a chtějí objasnit smrt Melánie. Gilda s pomocí Julie uspořádá seanci díky které zjistí, že Melániin duch tady stále je. Sama Gilda v noci slyší podivné kroky, které vycházejí z gotické věže na níž má ze svého okna dobrý výhled. Nakonec se děvčata vzepřou zákazu, najdou klíč ke věži a zjistí, že Melánie krásně malovala. To byl důvod proč Lester své dceři radši zakázal malovat, stačilo, že se Julie jeho sestře podobala, nechtěl aby měla stejné zájmy, a proto jí zakázal její nadání malovat nerozvíjet dál. Lester je náměsíčný a svou dceru a neteř najde ve chvíli kdy prohledávají věž. Oběma ostře vynadá a Gildu chce poslat pryč. Julie se vzepře, na otce křičí proč jí nikdy neřekl, že byla Melánie malířka, že ona nemohla malovat a teď jí chce odvést jedinou osobu, která v ní viděla její dobrou stránku a pomohla jí dostat se ze stínu - Gildu.
Nakonec pan Lester se své dceři omluví a Gilda zůstává ještě dva týdny. Později se vrací domů a se svou sestřenicí udržuje písemný styk, aby věděla jak se jí daří a jestli je zase šťastná. Gilda se vrací domů s pocitem vítězství, protože poprvé vyřešila nějakou záhadu a posilnila své parapsychologické schopnosti a našla námět pro svou povídku.

## Pátračka Gilda a Jezerní panny
Gilda má za sebou léto plné dobrodružství se sestřenkou Julií ve viktoriánském sídle v Kalifornii. Teď pro ni nastává ta dlouho neočekávaná chvíle návratu do školy.   